# Alex Kidd: The Lost Stars
Alex Kidd: The Lost Stars (яп. アレックスキッド ザ・ロストスターズ Арэккусу Киддо за Лосуту Сута, «Алекс Кидд: Потерянные звёзды») — вторая по счёту компьютерная игра серии Alex Kidd, выпущенная в декабре 1986 года на аркадные автоматы, а спустя 2 года — на Sega Master System. В 2009 году в честь 25-летия игровой консоли Sega Master System игра была портирована на Wii в США и в PAL-регионах.

## Игровой процесс
Игра разделена на две части, каждая из которых состоит из 6 уровней и одной бонусной стадии. Игрок, управляя Алексом Киддом, должен собирать знаки зодиака за отведённое время. Если протагонист сталкивается с врагом, время дополнительно уменьшается. На бонусной стадии игрок должен убегать от огненного духа. Уровни во второй части игры аналогичны первой, однако знаки зодиака и враги на них отличаются.